# BNA (文件类型)
BNA，是ASCII碼形式的二維向量地圖數據交換格式檔案。
该文件格式由softweight公司所提出，并曾在很多软件中被广泛采用。曾被GDAL(旧称OGR)所支持，但在最新版本中已移除解析该文件格式的驱动程序。

## 基本特性
BNA格式只包含几何和一些标识符號，属性必须储存到外部的文件。
它不支持任何坐标系统的信息，例如不能展示是属于WGS-84或GCJ-02坐标系，仅能存储纯粹的经纬度点对。

## 文件格式构造

### 文件构成范例
"Pname 1","Sname 1",type/length

            x1,y1

            x2,y2

            x3,y3

            ...

            "Pname 2","Sname 2",type/length

            x1,y1

            x2,y2

            x3,y3

            ...
其中的字段如下：
- Pname:Pname是对象的主要名称标识符，用 '"' 符号进行封装
- Sname:Sname是对象的次要名称标识符，用 '"' 符号进行封装
- type/length:type/length是指示对象类型（点，线，面）和用于表示文件中对象的纬度/经度对数的标识符。

## 特征类型
- 点
- 多边形
- 线
- 椭圆

## 其他同名格式
- Barna 字处理软件的存档格式[4]

## 外部連結
- BNA-阿特拉斯BNA — GDAL  文档

1. ↑  .   [2011-11-13]. （原始内容存档于2012-07-28）.
2. ↑  .   [2021-03-20]. （原始内容存档于2014-12-07）.